# Les Fées du Rhin
Les Fées du Rhin est un opéra romantique en 4 actes de Jacques Offenbach.

## Argument

### Acte I
La ferme d’Hedwig près de Bingen. Pendant la fête des moissons, les paysans demandent des chants à Armgard. Sa mère, Hedwig, l’en empêche car son chant met en danger sa santé. Gottfried, un chasseur, demande à Hedwig la main de sa fille. Armgard refuse car elle est fiancée avec Franz parti pour la guerre. 
Au milieu de la fête, arrivent des mercenaires conduits par Conrad von Wenckheim. Parmi eux se trouve Franz qui a perdu la mémoire à la suite d'une blessure. Les mercenaires se précipitent sur le banquet et s’enivrent. Conrad exige d’Armgard qu’elle chante sous peine de mort. Elle espère être protégée par Franz, mais il ne la reconnaît plus. Après la première chanson, Conrad en exige une deuxième. Au son de ces chansons, Franz retrouve la mémoire alors qu’Armgard s’effondre de douleurs.

### Acte II
Une pièce dans la ferme d’Hedwig. Hedwig et le village pleurent Armgard alitée. Franz veut aller la voir sur son lit de mort mais Conrad ordonne le départ. Gottfried a été réquisitionné pour conduire les troupes au château d’Ebernburg. Il refuse, mais contraint, il finit par céder avec l’idée de les mener vers le dangereux rocher des elfes. En fin d’acte, Armgard, comme attirée par une puissance, sort de sa chambre et quitte la maison.

### Acte III
Une inquiétante forêt sur les pentes d’une montagne appelée rocher des elfes. Les elfes sont rassemblés. Hedwig arrive dans l’espoir de revoir sa fille. Alors que les elfes ont disparu, Armgard arrive, repousse sa mère et disparaît. Les mercenaires arrivent eux aussi et établissent leur bivouac. Hedwig qui a reconnu la voix de Conrad, l’écoute conter ses exploits de jeunesse : pour tromper une jeune fille nommée Hedwig, il a organisé un mariage factice avec l’aide de camarades.
Alors que les mercenaires s’apprêtent à repartir, ils sont entourés par les elfes. Leurs chants les emmènent vers l’abîme, mais Armgard en libérant Franz du charme dont il est prisonnier, sauve aussi, par ce geste, les soldats de la mort.

### Acte IV
Les ruines du château de Kreuznach. Les mercenaires préparent leur assaut.  Ils ont fait prisonnier Hedwig qui cherchait à assassiner Conrad. Prisonnière, elle rappelle à Conrad son serment et son mensonge, et elle lui apprend qu’il est père d’une enfant. Arrive alors Armgard qui découvre son père ; elle lui demande de renoncer à la vie de guerrier. Les mercenaires s’approchent furieux, pour les exécuter tous. Les elfes et les esprits du Rhin apparaissent et les mettent en déroute : Armagard, Hedwig, Franz, Conrad et Gottfried sont sauvés.

## Interprètes de la création
| Rôle                                              | Tessiture     | Créateur          |
| ------------------------------------------------- | ------------- | ----------------- |
| Conrad von Wenckheim                              | baryton       | Joseph Beck       |
| Franz Waldung                                     | ténor         | Alois Ander       |
| Gottfried                                         | basse         | Karl Mayerhofer   |
| Hedwig                                            | mezzo-soprano | Destinn           |
| Armgard                                           | soprano       | Mathilde Wildauer |
| Une fée                                           | soprano       |                   |
| Premier mercenaire                                | ténor         | Willem            |
| Deuxième mercenaire                               | baryton       | Soutscheck        |
| Une fermier                                       | ténor         | Campe             |
| Viticulteurs, paysans, mercenaires, elfes et fées |               |                   |

## Discographie
Enregistrement en langue allemande :
- Die Rheinnixen, Regina Schörg (Armgard), Nora Gubisch (Hedwig), Piotr Beczała, Dalibor Jenis, Chœur de la Radio lettone, Orchestre National de Montpellier, Direction de Friedemann Layer, Accord 2003

## Emprunts
- Jacques Offenbach remanie la Valse des Rayons qu'il avait écrite pour son ballet Le Papillon créé à l’Opéra de Paris en 1860 ; il la reprendra de nouveau pour le ballet du Roi Carotte créé le 15 janvier 1872.
- Quand il composera ses Contes d'Hoffmann, il reprendra le Chant des Elfes des Fées du Rhin pour créer la célèbre barcarolle.